# Jürgen Runzheimer

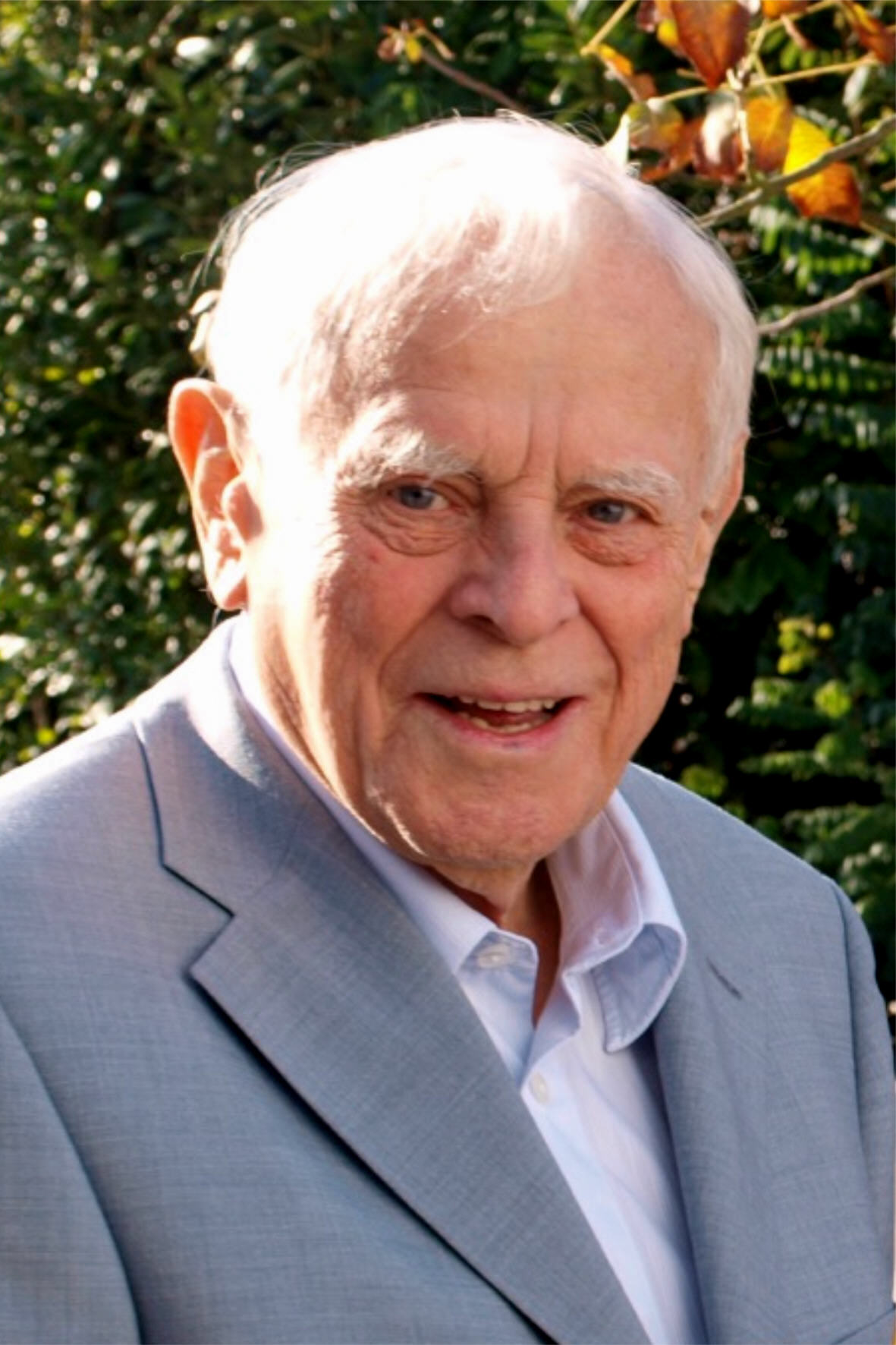
Jürgen Runzheimer (2011)

Jürgen Runzheimer (* 20. Februar 1924 in Eschwege; † 3. Februar 2012 in Gladenbach) war ein deutscher Historiker, Heimatforscher, Buchautor und Lehrer im Landkreis Marburg-Biedenkopf.

## Leben
Jürgen Runzheimer wurde in Eschwege geboren und wuchs in Treffurt/Thüringen auf. Nach dem Abitur 1942 war er im Krieg in Italien und Russland eingesetzt und wurde nach kurzer Gefangenschaft 1945 nach Hause entlassen.
Von 1948 bis 1951 studierte er am Pädagogischen Institut in Weilburg mit dem Schwerpunkt Geschichte und Soziologie. Bis 1959 war er Lehrer in Frechenhausen und Lixfeld, arbeitete dann als Assistent mit Lehrauftrag für Geschichte am Pädagogischen Institut in Weilburg und später an der Universität Gießen. 1960 heiratete er Barbara Schmidt. Aus der Ehe gingen drei Töchter hervor. 1964 wurde er zum Rektor an der Freiherr-vom-Stein-Schule Gladenbach ernannt. Von 1974 bis zu seiner Pensionierung 1986 war er als Direktor und stellvertretender Schulleiter der Gesamtschule tätig.
Seit dem Studium erschienen mehrere Veröffentlichungen zu zeitgeschichtlichen Themen, z. B. eigene Recherchen vor Ort zum fingierten Überfall auf den Sender Gleiwitz, später auch auf regionale und örtliche Geschichte bezogen. Ein besonderes Anliegen war es Runzheimer, den Familien der überlebenden Juden aus Gladenbach und dem Altkreis Biedenkopf ihre ehemalige Heimat wieder näherzubringen und Kontakte zu ihren weltweit verstreuten Angehörigen zu finden. Auch diese Recherchen wurden veröffentlicht.

## Ehrenämter
Von 1983 bis 1999 war das spätere Ehrenmitglied stellvertretender Vorsitzender des Gladenbacher Heimat- und Museumsvereins „Amt Blankenstein“. Er hielt Vorträge und heimatgeschichtliche Führungen, war für die Redaktion der Zeitschrift des Heimatvereins verantwortlich und leitete 1982 gemeinsam mit der Stadt Gladenbach die Restaurierung der Burgruine Blankenstein. 1979 war der Historiker eines von 21 Gründungsmitgliedern des Geschichts- und Heimatvereins Rüchenbach und von 1980 bis 1990 engagierte er sich im Vorstand. Gründungsmitglied war Runzheimer auch, als der „Kunst- und Kulturkreis Palette“ entstand. Zehn Jahre lang arbeitete er dort im Vorstand mit. Zudem war Runzheimer Mitglied des Hinterländer Geschichtsvereins und Autor von Abhandlungen im Vereinsblatt Hinterländer Geschichtsblätter. 1987 war er Initiator und Autor des Buches Gladenbach und Schloss Blankenstein und brachte in den folgenden Jahren Ortschroniken heraus. In den 1990er Jahren trat er dem Geschichtsverein Eisenach bei. Zur 900-Jahr-Feier seiner Heimatstadt Treffurt an der Werra veröffentlichte er 2004 das Buch Treffurt und Burg Normannstein.

## Ehrungen
- 1987: Ehrennadel in Gold der Stadt Gladenbach
- 1988: Otto-Ubbelohde-Preis verliehen vom Landkreis Marburg-Biedenkopf[1]
- 1990: Dr.-Leinweber-Preis der Stadt Gladenbach[2]
- 1994: Ehrenbrief des Landes Hessen
- 1999: Ehrenplakette des Hinterländer Geschichtsvereins
- 2006: Hessischer Verdienstorden am Bande

## Veröffentlichungen
- Die Grenzzwischenfälle am Abend vor dem deutschen Angriff auf Polen. In: Wolfgang Benz, Hermann Graml (Hrsg.): Sommer 1939. Die Großmächte und der europäische Krieg. Stuttgart 1979, S. 107–147.
- Aus 630 Jahren Gladenbacher Schulgeschichte. In: Freiherr-vom-Stein-Schule Gladenbach: Festschrift zum zehnjährigen Bestehen der Gesamtschule. 1980.
- Die Entstehung des Landschulwesens im Einzugsbereich der verschiedenen Schulformen der Freiherr-vom-Stein-Schule. In: Freiherr-vom-Stein-Schule Gladenbach: Jahrbuch der Gesamtschule. 1983.
- 650 Jahre Runzhausen. Sonderausgabe der Zeitschrift des Heimatvereins und Heimatmuseums „Amt Blankenstein e. V. Gladenbach“, 1984.
- 650 Jahre Rachelshausen. Sonderausgabe der Zeitschrift des Heimatvereins und Heimatmuseums „Amt Blankenstein e. V. Gladenbach“, 1986.
- Runzheimer und Dieter Blume: Gladenbach und Schloß Blankenstein. Hitzeroth 1987.
- 650 Jahre Diedenshausen. Sonderausgabe der Zeitschrift des Heimatvereins und Heimatmuseums „Amt Blankenstein e. V. Gladenbach“, 1988.
- Die Synagoge in Gladenbach. In: Jahrbuch des Landkreises Marburg-Biedenkopf. 1988.
- Geschichts- und Heimatverein Rüchenbach (Hrsg.): Rüchenbach. Ein Dorf im Hessischen Hinterland. 1989.
- Actum Gladenbach am 28ten Merz 1792: Dokumentation zur Lage unserer Landschulen gegen Ende des 18. Jahrhunderts. In: Freiherr-vom-Stein-Schule Gladenbach: Jahrbuch der Gesamtschule. 1989.
- Die jüdische Schule und ihre Lehrer. In: Freiherr-vom-Stein-Schule Gladenbach: Jahrbuch der Gesamtschule. 1992.
- Abgemeldet zur Auswanderung, Die Geschichte der Juden im Landkreis Marburg-Biedenkopf. 2 Bde., Druckerei Wenzel, Marburg 1992 und 1999.
- Isidor Rosenzweig, jüdischer Lehrer und Kultusbeamter in Gladenbach. In: Jahrbuch des Landkreises Marburg-Biedenkopf. 1994.
- Festausschuss zur 700-Jahrfeier (Hrsg.): Bellnhausen im Hinterland, ein Dorfbuch. 1996.
- Zur Geschichte des Amtes Blankenstein. In: Dialekt-AG der Lahntalschule Biedenkopf: Lebensbilder aus dem Hinterland. Beiträge zur Geschichte des Hinterlandes. Bd. V, 1996.
- Treffurt und Burg Normannstein. 1. und 2. Auflage, Druckerei Scheurer, 2004.
- Falken – ein frühmittelalterlicher Gerichts- und Kirchort. Druckerei Scheurer, 2007.
- Die Emigration der Gladenbacher Grünsteins. In: Jahrbuch des Landkreises Marburg-Biedenkopf. 2007.
- Vom Beginn der Privatschule bis zu den Anfängen der Gesamtschule. In: Festschrift 80 Jahre Freiherr-vom-Stein-Schule Gladenbach. 2008.

## Besprechungen
- W.-A. Kropat: Besprechung des ersten Bandes der Geschichte der Juden des Hinterlandes. In: Nassauische Annalen. Bd. 104, 1993.
- Dieter Blume: Buchbesprechung Abgemeldet zur Auswanderung. In: Hessische Geschichtsblätter. Bd. 2, 3/2009.